# Le Plus Petit Baiser jamais recensé
Le Plus Petit Baiser jamais recensé est le cinquième livre et le quatrième roman de Mathias Malzieu paru le 20 mars 2013.

## Résumé
Un homme voit sa dulcinée d'un soir disparaître alors qu'ils viennent d'échanger le plus petit baiser jamais recensé. Aidé d'un détective et de son perroquet, le héros va tout tenter pour retrouver cette femme invisible quitte à utiliser des méthodes peu conventionnelles basées sur la surprise.

## Ambiance
Ce roman se rapproche plus d'une réalité mise en fiction (à la façon de Maintenant qu'il fait tout le temps nuit sur toi, du même auteur) que les deux derniers romans. En effet, le nom du héros reste inconnu du début à la fin, on peut donc supposer qu'il s'agit tout simplement de l'auteur. Le roman évoque la détresse amoureuse et les tentatives pour tourner la page difficile de la séparation en essayant de se reconstruire.

## Anecdotes
Mathias indique que c'est la chanson Le Retour de Jack l'inventeur de l'album Bird 'n' roll de Dionysos qui a été un point de départ pour le livre, ce qui est un processus inverse par rapport aux autres travaux de Mathias Malzieu : en effet il s'inspirait de ses livres pour faire des chansons.
Par ailleurs, on peut retrouver l'allusion à la danse du Bird 'n' roll, soit le concept entier de l'album du groupe.

## Célébrités recensées
Quelques noms de personnes célèbres apparaissent dans le roman; on peut y retrouver notamment:
- Rita Hayworth
- Natalie Wood
- Grace Kelly
- Claudia Cardinale
- Brigitte Bardot
- Liz Taylor
- Elvis Presley
- Moët et Chandon

## Rues modifiées
Certains rues parisiennes ont été renommées voire inventées lors de l'écriture du roman. Parmi les quelques nouvelles rues, on peut retrouver:
- Le boulevard Lee Hazlewood
- Rue de la Croquette
- Rue Brautigan
- Rue de la Charogne
- Place de la Pastille (au lieu de place de la Bastille.)
- Rue Charlie Chaplin